# Жарко Тодоровић Валтер
Жарко Тодоровић Валтер (Београд, 24. јануар 1907 — Париз, 2004) био је артиљеријски и генералштабни мајор Југословенске војске и потпуковник Француске армије.

## Биографија

### Образовање
Рођен је 24. јануара 1907. године у Београду. Био је млађи син артиљеријског бригадног генерала Петра Тодоровића. Након основне школе и шест разреда гимназије, завршио је 51. класу Ниже школе Војне академије 1932. године, а потом и Вишу школу Војне академије 1934. године. Претходно је успешно похађао топографски (1929) и извиђачки војни курс. Као један од најбољих официра (први у рангу, артиљеријски потпоручник) послат је на специјализацију у Француску, где завршава Вишу ратну школу у Паризу, на којој му је један од професора био Шарл Де Гол. Течно је говорио француски, енглески, немачки и италијански језик. Након повратка са школовања, преведен је у генералштабну струку 1938. године.

### Други светски рат
Априлски рат 1941. затекао га је у чину генералштабног мајора на служби у Првом обавештајном одељењу Главног генералштаба. Рат је провео као начелник штаба Мурске дивизије. Успео је да избегне заробљавање и већ током лета 1941. у Београду је формирао мрежу илегалаца. Повезао се са Дражом Михаиловићем, који је преко њега одржавао везу са Савезницима и генералом Симовићем.
У формацији Југословенске војске у отаџбини (ЈВУО) био је први командант Београда (17. мај 1941), а потом и командант Северних покрајина. Бројно стање илегалне Команде Београда после било је 5.119 илегалаца, од којих је 3.500 имало скривено оружје. Београдски илегалци су располагали и са 80 возила и четири радио-станице. Команда Београда је сматрала да су тих 3.500 људи сигурни за акцију у прва 24 сата.
До половине 1942. године против београдских илегалаца била је ангажована Специјална полиција, али је она постизала слабе резултате, па је борбу против четничких илегалаца преузео Гестапо и формирао „Анти ДМ (Дража Михаиловић) одсек”, под командом СС капетана Бранта. Првобитни састав од 700 гестаповаца појачан је са још 400 агената, одабраних из фолксдојчерске 7. СС дивизије „Принц Еуген. Највећа акција Гестапоа на Балкану током Другог светског рата звала се Операција Валтер, према једном од Тодоровићевих псеудонима. И један од највећих досијеа Гестапоа је „Досије Валтер”, који се данас чува у Архиву Града Београда, Фонд БДС (Гестапо).
Операција „Валтер” изведена је почетком 1943. у Београду, а 17. марта је Тодоровић ухапшен са групом илегалаца, а у Загребу још осам његових илегалаца, махом Хрвата, професора универзитета. У Загребу, где су га водили да открије тамошње везе је успео да побегне агентима Гестапоа. Остао је у Загребу, као командант четничких илегалаца у Хрватској, али је поново ухапшен 9. септембра 1943. и одведен у логор Маутхаузен. Подвргнут је највећим мукама, али пошто је преживео шест месеци – што никоме до тада није успело – Немци су га из најтежег пребацили у најлакши део логора. Ту је чак успео да направи једну малу башту са поврћем, које је делио сапатницима.

### Емиграција
Након рата Тодоровић је ступио у француску Легију странаца, у којој провео десет година. Ратовао је у Индокини, укључујући и први рат у Вијетнаму. Стекао је француско држављанство и примљен је на службу у Генералштаб француске армије, где је пензионисан 1963. године, у чину генералштабног потпуковника. Преминуо је у Паризу 2004. године.